# Trachylepis ivensii
Trachylepis ivensii là một loài thằn lằn trong họ Scincidae. Loài này được Bocage mô tả khoa học đầu tiên năm 1879.